# 실켄 윈드하운드

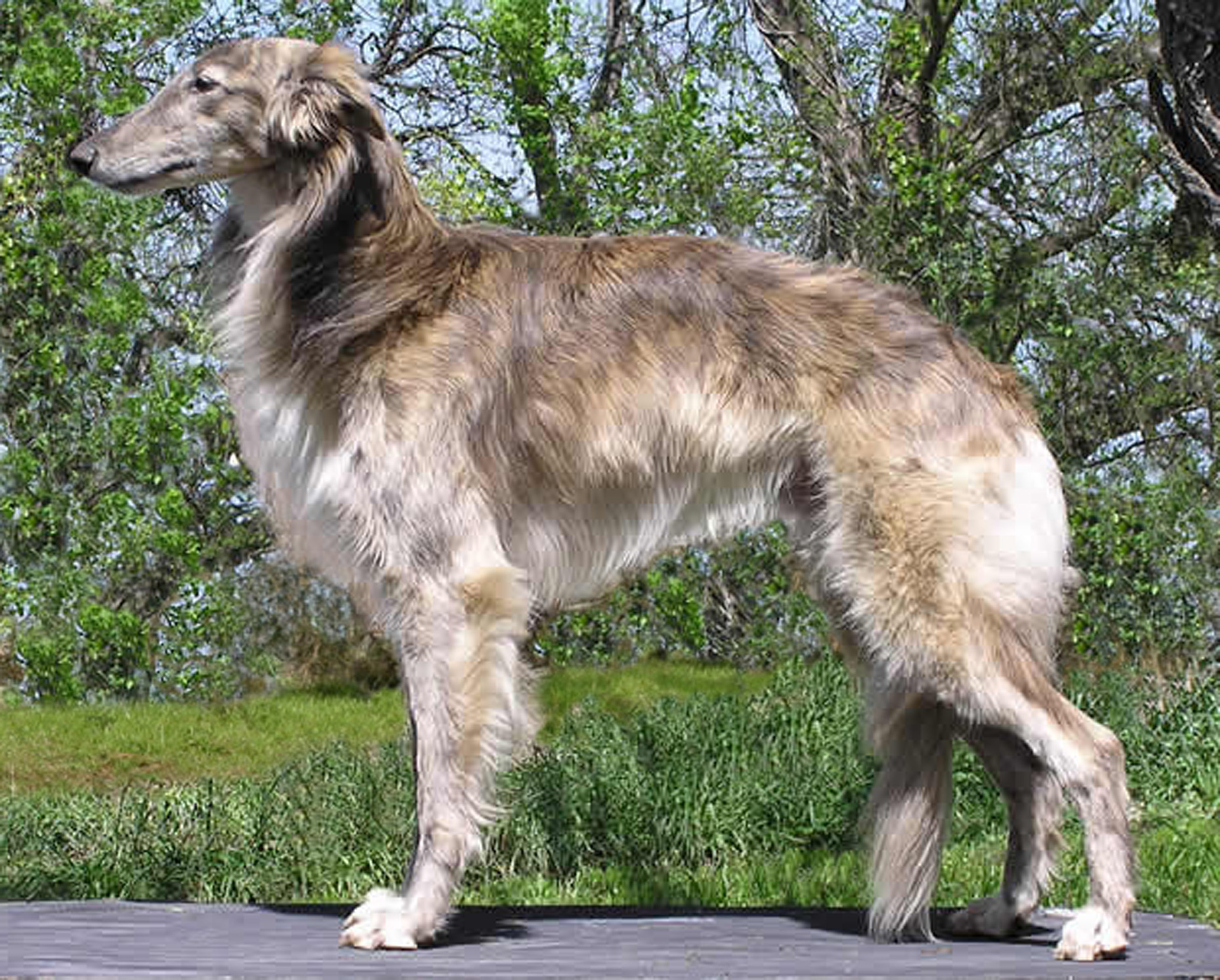

실켄 윈드하운드(Silken Windhound)는 미국 시각 수렵견의 일종이다. 대부분의 시각 수립견과 마찬가지로 실켄도 유명한 코스견(courser)이다.

## 특성

### 모습
실켄 윈드하운드는 중간 길이의 부드러운 털을 지닌 우아한 중소형 시각 수렵견이다. 실크 코트 색상은 흰색에서 검정색까지 다양하며 그 사이에는 화려한 얼룩과 단색 빨간색이 있다. 얼룩무늬, 턱시도 표시 또는 단색일 수 있다.

### 기질
실켄 윈드하운드는 애정이 많고 장난기가 많으며 어린이가 있는 가족에게 좋은 개이다. 친근감 때문에 좋은 경비견은 아니지만 쉽게 집에 침입할 수 있고 작은 애완동물과 함께 살도록 훈련받을 수 있다. 실크는 특히 민첩성, 테라피, 플라이볼 및 복종을 좋아한다.